# Armagedon (zespół muzyczny)
Armagedon – polska grupa muzyczna wykonująca death metal, powstała w październiku 1986 roku w Kwidzynie. W 1994 roku zespół został rozwiązany. Zespół został reaktywowany w 2006 roku. W odnowionym składzie Armagedon nagrał wydany trzy lata później drugi album studyjny pt. Death Then Nothing. Armagedon wraz z zespołami takimi jak Vader i Imperator zaliczany jest do prekursorów death metalu w Polsce.

## Historia
Zespół powstał w 1986 roku w Kwidzynie z inicjatywy braci: Krizza i Slavo. W 1988 roku ukazało się pierwsze demo zespołu zatytułowane Armagedon. Rok później zostało wydane drugie demo pt. Czas Przetrwania. Zawierające pięć utworów wydawnictwo wydał sam zespół. Kaseta była dystrybuowana na terenie Polski, natomiast publikacje na jej temat ukazywały się w ówczesnych zinach. Również w 1989 roku zespół wystąpił na festiwalach Thrashfest '89 i Drrrama '89, na którym otrzymał wyróżnienie. Na początku lat 90. muzycy zarejestrowali demo Dead Condemnation, które przyczyniło się do wzrostu zainteresowania zespołem. Nagrania zostały sfinansowane przez Sztumski Ośrodek Kultury. Ówczesne kompozycje zespołu charakteryzowała melodyjność obok tradycyjnych założeń muzyki death metalowej.
Nowe nagrania wzbudziły zainteresowanie wielu zagranicznych wytwórni muzycznych. Wkrótce potem zespół podpisał kontrakt płytowy z wytwórnią Peaceville Records opiewający na wydanie trzech albumów. Kilka miesięcy później wytwórnia poinformowała zespół o braku możliwości wypełnienia kontraktu, który został rozwiązany. Ostatecznie pierwszy album formacji zatytułowany Invisible Circle ukazał się w 1993 roku nakładem Carnage Records. Utwory z przeznaczeniem na wydawnictwo zostały zarejestrowano w Modern Sound Studio we współpracy z realizatorem nagrań Adamem Toczko. Pomimo pozytywnych recenzji i zainteresowania publiczności w 1994 roku grupa została rozwiązana.
W 2000 roku grupa podjęła próbę reaktywacji jednakże bez powodzenia. W 2006 roku tym razem z sukcesem Armagedon wznowił działalność. Bracia Slavo i Krizz oraz Sooloo pozostali jedynymi muzykami z oryginalnego składu, który uzupełnili gitarzysta Ra.V i perkusista Adam Sierżęga. W 2008 roku muzycy w olsztyńskim Studio X zarejestrowali utwory na drugi album. Wkrótce potem Armagedon podpisał kontrakt z wytwórnią muzyczną Mystic Production, nakładem której w 2009 roku został wydany album Death Then Nothing. W ramach promocji zespół odbył trasę koncertową Creative Act Of Music, w ramach której wystąpił w dwunastu miastach w Polsce.
2 października 2013 r. nakładem Mystic Production ukazał się kolejny album Armagedon pt. Thanatology.

## Muzycy
| Obecny skład zespołu - Sławomir "Slavo" Maryniewski – śpiew (1986-1994, od 2006) - Krzysztof "Krizz" Maryniewski – gitara elektryczna (1986-1994, od 2006) - Bartłomiej "Bart" Szudek – gitara elektryczna (od 2013) - Adam Sierżęga – perkusja (od 2006) - Bartosz Mazur – gitara basowa (od 2010). Muzycy koncertowi - Dariusz "Daray" Brzozowski – perkusja (2014) |  | Byli członkowie zespołu - Romuald Czyczyn-Egierd – perkusja (1987–1994) - Arkadiusz Kozakiewicz – perkusja - Ryszard Bieniek (zmarły) – perkusja - Jarosław Ciesla – gitara (1986–1990) - Marcin Dondalski – gitara - Rafał "Ra.V" Karwowski – gitara elektryczna (2006-2013) - Tomasz "Sooloo" Solnica – gitara basowa (1990–1994, 2006−2010) |

## Dyskografia
Opracowano na podstawie materiału źródłowego.
- Armagedon (1988, Demo)
- Czas Przetrwania (1989, Demo)
- Dead Condemnation (1991, demo, Carnage Records)
- Invisible Circle (1993, CD, Carnage Records)
- Invisible Circle / Dead Condemnation (2004, Apocalypse Production)
- Death Then Nothing (2009, CD Mystic Production)
- Thanatology (2013, CD Mystic Production)

## Nagrody i wyróżnienia
| Rok  | Kategoria                                       | Nagroda                       | Nota        |
| ---- | ----------------------------------------------- | ----------------------------- | ----------- |
| 1990 | Zespół roku                                     | Plebiscyt Thrash'em All, 1989 | 10. miejsce |
| 1991 | Album roku (Dead Condemnation)                  | Plebiscyt Thrash'em All, 1990 | 24. miejsce |
| 1992 | Zespół roku                                     | Plebiscyt Thrash'em All, 1991 | 3. miejsce  |
| 1992 | Album roku (Dead Condemnation)                  | Plebiscyt Thrash'em All, 1991 | 1. miejsce  |
| 1992 | Wokalista roku (Sławomir "Slavo" Maryniewski)   | Plebiscyt Thrash'em All, 1991 | 1. miejsce  |
| 1992 | Gitarzysta roku (Krzysztof "Krizz" Maryniewski) | Plebiscyt Thrash'em All, 1991 | 4. miejsce  |
| 1992 | Basista roku (Tomasz "Sooloo" Solnica)          | Plebiscyt Thrash'em All, 1991 | 1. miejsce  |